# Stonemyia yezoensis
Stonemyia yezoensis är en tvåvingeart som först beskrevs av Tokuichi Shiraki 1918.  Stonemyia yezoensis ingår i släktet Stonemyia och familjen bromsar. Inga underarter finns listade i Catalogue of Life.